# Metoxiclor
El metoxiclor és un organoclorat sintètic emprat com a insecticida. S'empra per protegir els cultius, hortalisses, ramaderia i mascotes contra mosques, mosquits, blatodeus i altres insectes. Es va intentar reemplaçar pel DDT però també es va prohibir per la seva alta toxicitat.
La quantitat de metoxiclor provoca canvis estacionals al medi ambient a causa de l'ús en l'agricultura i repoblament. No es dissol en aigua fàcilment, de manera que es barreja amb un fluid compost de petroli i es polvoritza, o s'utilitza com una pols. El metoxiclor projectat s'assenta a la terra o en els ecosistemes aquàtics, on es pot trobar en els sediments.

## Prohibició
L'ús de metoxiclor com a pesticida ha estat prohibit als Estats Units en 2003 i a la Unió Europea en 2002.